# Paragalago
Paragalago ist eine Primatengattung aus der Familie der Galagos (Galagonidae). Die Gattung wurde erst im Februar 2017 für die fünf ostafrikanischen Zwerggalagoarten eingeführt, nachdem genetische Untersuchungen zeigten, dass diese und die zwei westafrikanischen Zwerggalagoarten (Gattung Galagoides) keine gemeinsame monophyletische Klade bilden. Paragalago ist die Schwestergattung der Gewöhnlichen Galagos (Galago), worauf der Name Bezug nimmt (para + Galago). Das Verbreitungsgebiet von Paragalago liegt in Ostafrika östlich des Großen Afrikanischen Grabenbruchs und reicht vom küstennahen Kenia über Tansania und Mosambik bis zum mosambikanisch-südafrikanischen Grenzgebiet.

## Merkmale
Paragalago-Arten sind kleine bis mittelgroße Galagos und wiegen 60 bis 250 Gramm. In ihrer Körpergröße sind sie damit mit den Gewöhnlichen Galagos (Galago) vergleichbar, aber deutlich kleiner als die Kielnagelgalagos (Euoticus), Riesengalagos (Otolemur) oder Eichhörnchen-Galagos (Sciurocheirus). Zwei Arten, der Berggalago (Paragalago orinus) und der Rondo-Galago (Paragalago rondoensis), sind so klein wie die Galagoides-Arten.
Das Rückenfell und die äußeren Seiten der Gliedmaßen sind dunkelbraun bis zimtfarben und mehr oder weniger rotbraun getönt. Alle Haare sind an ihrer Basis grau. Die Haare des Bauchfells und die der inneren Seiten der Gliedmaßen haben cremefarbene bis gelbliche Spitzen, so dass der Bauch hell ist und gelblich sein kann. Die Ohren sind dunkelbraun bis schwarz, der Schwanz rotbraun, schokoladenbraun oder schwarz. Im Gesicht fällt der Kontrast zwischen dem cremefarbenen bis weißen Nasenstreifen und den dunkelbraunen bis schwarzen Ringen um die Augen auf.

## Diagnose
Zur Diagnose der Gattung wird die Schädel- und Zahnmorphologie herangezogen. Der Schädel ist länglich  oval und nicht so rundlich wie bei den Galagoides-Arten und den Kielnagelgalagos. Er wird nach hinten schmaler, so dass der hohle Warzenfortsatz vorsteht. Das Zwischenkieferbein (Praemaxillare) ist röhrenartig nach vorn verlängert und steht damit weiter vor als der Unterkiefer, ähnlich wie bei den Galagoides-Arten und den Eichhörnchen-Galagos. Die Schnauze ist dadurch länger als bei den Gewöhnlichen Galagos. Wie bei den Galagoides-Arten und bei den Eichhörnchen-Galagos ist das Gesichtsprofil deutlich konkav und nicht gerade oder leicht konvex wie bei den Gewöhnlichen Galagos. Die Schädelbasis ist wie bei den Galagoides-Arten, Riesengalagos und den Eichhörnchen-Galagos nur wenig gebogen und nicht so deutlich gebogen wie bei den Kielnagelgalagos und den Gewöhnlichen Galagos.
Die Eckzähne sind schlank. Der vordere obere Prämolar (P2) hat zwei Wurzeln und ist schlank, wie bei den Galagoides-Arten. Er hat aber eine Schneidekante und ist nicht wie ein Eckzahn geformt wie bei den Kielnagelgalagos und einigen Arten der Gewöhnlichen Galagos. Der hintere obere Prämolar (P4) ist bei den meisten daraufhin untersuchten Paragalago-Arten etwas größer als der obere hintere Molar (M3). Bei den Galagoides-Arten ist der Molar M3 entweder größer oder in etwa genauso groß wie der Prämolar P4, bei den Gewöhnlichen Galagos ist er stark verkleinert. Ein Zahnhöcker auf M3, der für gewöhnlich bei den Galagoides-Arten gefunden wird, ist bei den Paragalago-Arten nicht vorhanden oder, bei einigen Exemplaren aus dem Rondo Forest (möglicherweise Rondo-Galagos), sehr klein.
Paragalago-Arten springen öfters als die Galagoides-Arten, aber nicht so häufig wie die Gewöhnlichen Galagos. Außerdem können die drei Gattungen anhand ihrer Lautäußerungen unterschieden werden.

## Arten
In die Gattung Paragalago werden fünf wissenschaftlich beschriebene Arten gestellt:
- Diani-Galago (Paragalago cocos)
- Grant-Galago (Paragalago granti)
- Berggalago (Paragalago orinus)
- Rondo-Galago (Paragalago rondoensis)
- Sansibar-Galago (Paragalago zanzibaricus), Typusart

Außerdem gibt es eventuell am Mount Rungwe im südlichen Tansania eine bisher unbeschriebene Paragalago-Art, die anhand ihrer abweichenden Rufe als eigenständig erkannt wurden.